# Kassem Taher Saleh

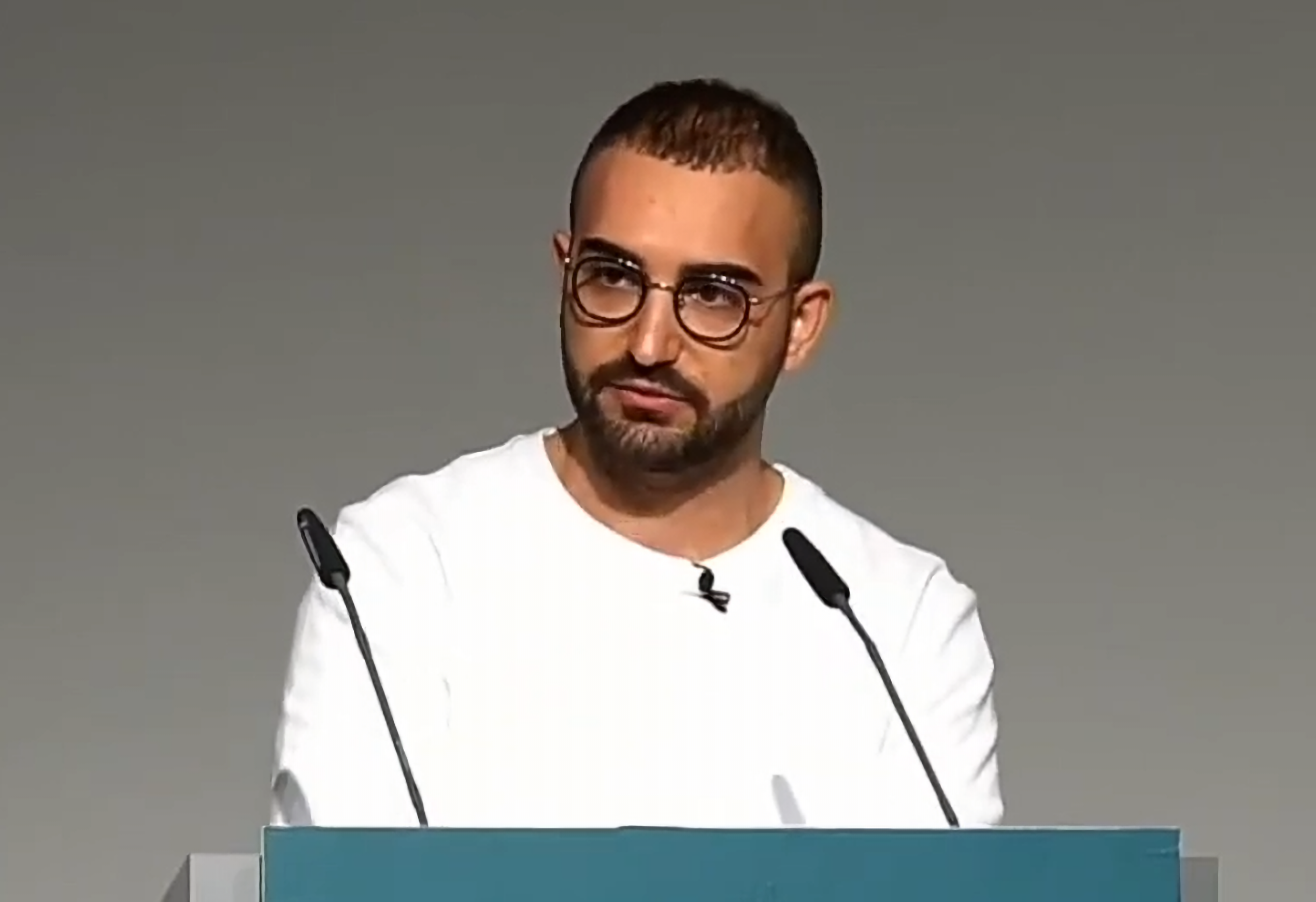
Kassem Taher Saleh bei seiner Bewerbungsrede für Bündnis 90/Die Grünen (2021)

Kassem Taher Saleh (geboren am 1. Juni 1993 in Zaxo, Irak) ist ein deutscher Bauingenieur, Politiker (Bündnis 90/Die Grünen) und seit 2021 Abgeordneter im Deutschen Bundestag.

## Leben

### Ausbildung und Beruf
Kassem Taher Saleh wurde 1993 im nordirakischen Zaxo geboren, besuchte dort zunächst die Grundschule und wuchs ab 2003 in Plauen (Sachsen) auf. Nach seinem Real- und Mittelschulabschluss in Plauen absolvierte Taher Saleh sein Abitur 2013 am Beruflichen Schulzentrum für Wirtschaft, Gesundheit, Ernährung und Forstwirtschaft „Anne Frank“. 2020 schloss er das Diplomstudium Bauingenieurwissenschaften an der TU Dresden ab. Seine Diplomarbeit trägt den Titel "Förderung einer hochwertigen Verwertung von Kunststoffen aus Abbruchabfällen durch die Stärkung des Rezyklateinsatzes in Bauprodukten". Taher Saleh war Stipendiat der Heinrich-Böll-Stiftung (Oktober 2013 bis März 2020) sowie Stipendiat der START-Stiftung (August 2010 bis Juli 2013), deren Verbundsprecher er für die Bundesländer Sachsen, Berlin, Brandenburg, Sachsen-Anhalt und Thüringen war. Unter anderem verbrachte er auch einen Auslandsaufenthalt an der Universidad de Cantabria in Santander der spanischen autonomen Gemeinschaft Kantabrien.
Bis September 2021 war Taher Saleh als Bauingenieur in einem Dresdner Bauunternehmen tätig.

### Politik
Taher Saleh ist seit 2019 Mitglied der Partei Bündnis 90/Die Grünen. In der Partei war er unter anderem Co-Sprecher der Bundesarbeitsgemeinschaft Migration und Flucht sowie Co-Sprecher der Landesarbeitsgemeinschaft Migration, Integration und Antidiskriminierung.
2021 nominierten die Delegierten des sächsischen Landesverbandes der Grünen Taher Saleh für den vierten Listenplatz für die Bundestagswahl 2021 und als Spitzenkandidaten der sächsischen Grünen Jugend. Des Weiteren trat er im Bundestagswahlkreis Dresden I als Direktkandidat an. In diesem Wahlkreis hat Taher Saleh 9,5 Prozent der Erststimmen erreicht und wurde damit nicht gewählt, er zog allerdings über die Landesliste ein und ist seitdem Mitglied des Deutschen Bundestages, auch mit der Wahl 2025. Für die Bundestagswahl wurde Taher Saleh durch die politische Initiative Brand New Bundestag unterstützt.
Taher Saleh ist Sprecher für Bau- und Wohnpolitik der Bundestagsfraktion Bündnis 90/Die Grünen, ordentliches Mitglied im Ausschuss für Wohnen, Stadtentwicklung, Bauwesen und Kommunen. Er hat in der 20. Legislaturperiode das Gebäudeenergiegesetz mitverhandelt. Zudem ist er stellvertretendes Mitglied im Ausschuss für Wirtschaft und Energie sowie im Ausschuss für Menschenrechte und humanitäre Hilfe.
Zum Israel-Palästina-Konflikt bezog er nach dem Hamas-Angriff 2023 früh Stellung und forderte eine differenzierte Debatte.
Kassem Taher Saleh bezeichnete laut Spiegel die israelische Regierung als „rassistisch, rechtsextrem und selbst ein regionaler Aggressor“. Seiner Ansicht nach setze Netanjahu bewusst und gezielt „Gewalt und Eskalation“ ein. Dies müsse von seiner Partei klar benannt werden.
Er war Mit-Initiator eines Antrags zur Prüfung eines AfD-Verbotsverfahren in der 20. Legislaturperiode sowie Gründer des Parlamentskreises „Kurdisches Leben in Deutschland“.

### Privates
Taher Saleh war Fußballspieler beim SV Bannewitz, FV Dresden Süd-West und Weischlitz sowie ehrenamtlich Schiedsrichter in seiner Jugend. Heute spielt er beim FC Bundestag.

## Publikationen
- Philipp Meuser/Kassem Taher Saleh (Hrsg.): Baupolitik im Wandel: Architektonische, soziale und klimapolitische Positionen, DOM publishers, 2025